# Ctimene vacuata
Ctimene vacuata là một loài bướm đêm trong họ Geometridae.